# Lound (Suffolk)
Pour les articles homonymes, voir Lound.
Lound est un village et une paroisse civile du Suffolk, en Angleterre.